# Calymperes rupestre
Calymperes rupestre är en bladmossart som beskrevs av C. Müller och Per Karl Hjalmar Dusén 1896. Calymperes rupestre ingår i släktet Calymperes och familjen Calymperaceae. Inga underarter finns listade i Catalogue of Life.